# مطار ممفيس الدولي
مطار ممفيس الدولي (بالإنجليزية: Memphis International Airport) (إياتا: MEM، إيكاو: KMEM، معرف الموقع إف إيه إيه: MEM) هو مطار حكومي مدني عسكري مشترك يبعد بثلاثة أميال (5 كلومترات) جنوب حي الأعمال المركزي لمدينة ممفيس في مقاطعة شيلبي في ولاية تينيسي في الولايات المتحدة. المطار ملك هيئة مطار مقاطعة شيلبي ممفيس. تبلغ مساحته 3900 فدان (1600 هكتار) وله أربعة مدارج.
يوجد في مطار ممفيس الدولي الحظيرة الرئيسية لشركة فيديكس إكسبريس والتي تساهم بشكل كبير من حجم الشحن. وتنطلق الرحلات المباشرة لشركة فيديكس من وإلى أهم المدن في الولايات المتحدة القارية بالإضافة إلى هونولولو وأنكوريج وعدة مدن كندية ومكسيكية وكريبية دون نسيان الوجهات البعيدة كلندن وباريس وفرانكفورت وساو باولو وشانغهاي وطوكيو.
من عام 1993 إلى عام 2009، كان مطار ممفيس الدولي أكبر مطار من حيث حركة الشحن في العالم، وانخفض إلى المركز الثاني في عام 2010 بعد هونغ كونغ مباشرة. ظل مطار الشحن الأكثر ازدحامًا في الولايات المتحدة وفي نصف الكرة الغربي حتى عام 2020، عندما أصبح مرة أخرى أكبر مطارات ازدحامًا في العالم بسبب الطفرة في التجارة الإلكترونية الناجمة جزئيًا عن جائحة فيروس كورونا. يستقبل المطار في المتوسط أكثر من 80 رحلة ركاب يوميًا.

## التاريخ

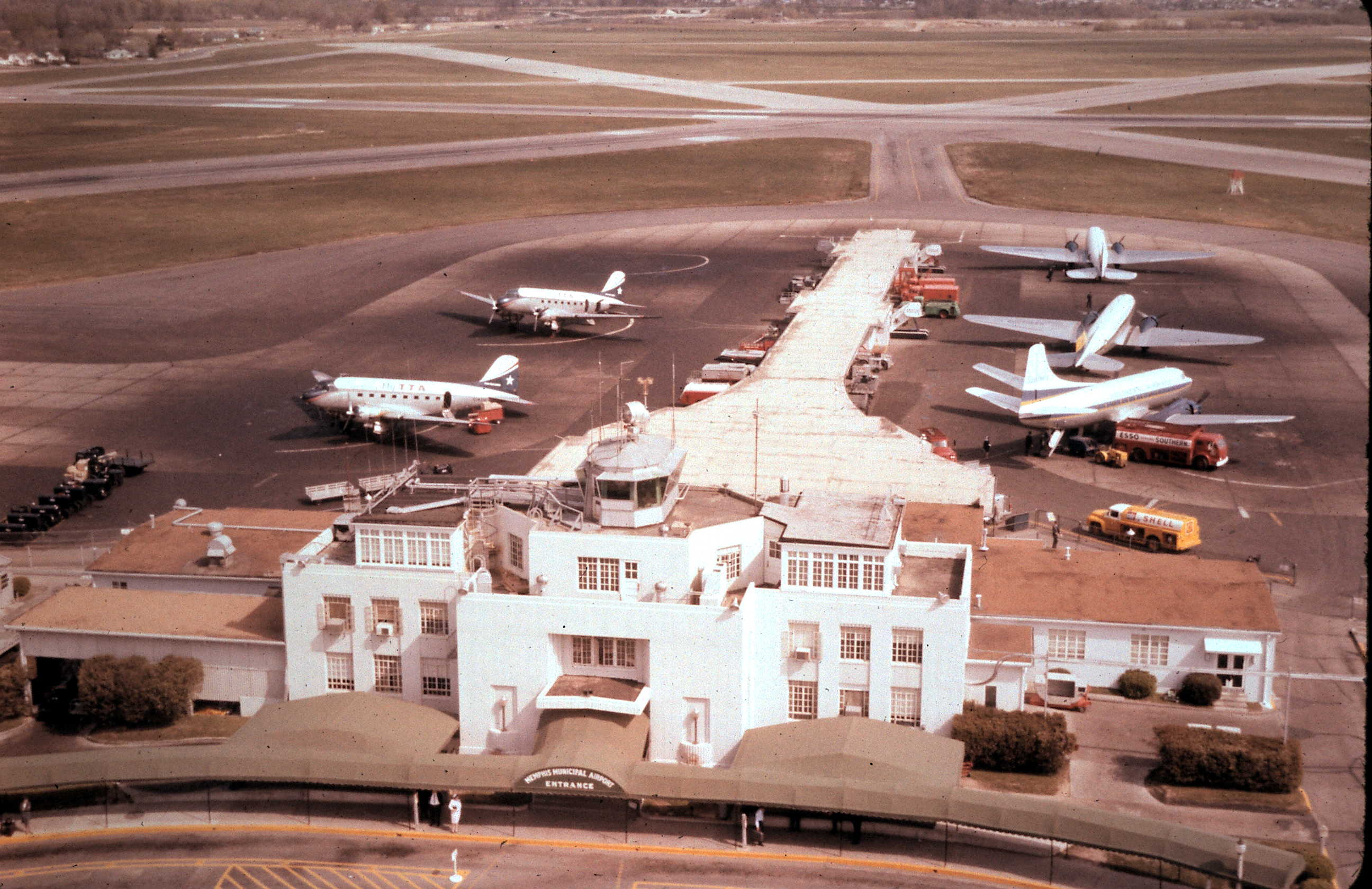
مطار ممفيس البلدي سنة 1962, في صورة له من برج المراقبة الجديد آنذاك.

افتتح مطار ممفيس البلدي على قطعة أرض زراعية بمساحة 200 أكر (0.8 كلم²) تبعد بمسافة سبعة أميال (10 كلم) عن وسط مدينة ممفيس. في السنوات الأولى، كان المطار مجهزا فقط بثلاثة حظائر للطائرات ومدرج غير معبد وكانت شركتا الخطوط الجوية الأمريكية والخطوط الجنوبية وخطوط شيكاغو الجوية مكلفتان بنقل الركاب والبريد. في 1939، دخلت أربع شركات الخدمة في المطار وهي خطوط برنيف الجوية وخطوط العاصمة الجوية والخطوط الجوية الشرقية والخطوط الجوية الجنوبية.
خلال الحرب العالمية الثانية، استعملت قيادة النقل الجوي-مجموعة التنقل الرابعة في القوات الجوية الأمريكية لحركة الطائرات الجديدة من الولايات المتحدة إلى مواقع في الخارج.
افتتحت محطة الطيران الحالية في 7 يونيو 1963 وغير اسم مطار ممفيس البلدي إلى مطار ممفيس الدولي في 1969 لكن لم تبدأ الرحلات الدولية المباشرة حتى 1995 حين بدأت الخطوط الجوية الملكية الهولندية خدماتها نحو أمستردام أما حاليا فتتولى خطوط دلتا الجوية خدمة الرحلات نحو أمستردام.
أنشأت فيديكس إكسبريس مركز شحنها بممفيس في 1973 والخطوط الجوية الجمهورية حاظرة ركابها في 1985 التي لاحقا في 1986 سوف تدمج مع الخطوط الجوية الشمالية الغربية. في 2008، اشترت خطوط دلتا الجوية الخطوط الجوية الشمالية الغربية واحتركت العمليات في مطار ممفيس وتستخدمه منذ 31 ديسمبر 2009 وحتى الآن كحظيرة لها بعد أن اشترت فيما قبل الخطوط الجنوبية وخطوط شيكاغو الجوية وأوقفت حظيرتها الأصلية في أواخر السبعينيات.
منذ 2009، أصبح المطار حظيرة لشركة طيران جهوية صغيرة، خطوط سيبورت الجوية، والتي توفر خدمة طائرات أحادية المحرك لعدد من البلديات في أركنساس من خلال برنامج الخدمة الجوية الأساسية. يقع مقر خطوط سيبورت الجوية في محطة طيران خاصة وليس في المحطة الرئيسية للركاب[بحاجة لمصدر].

## المرافق والطائرات

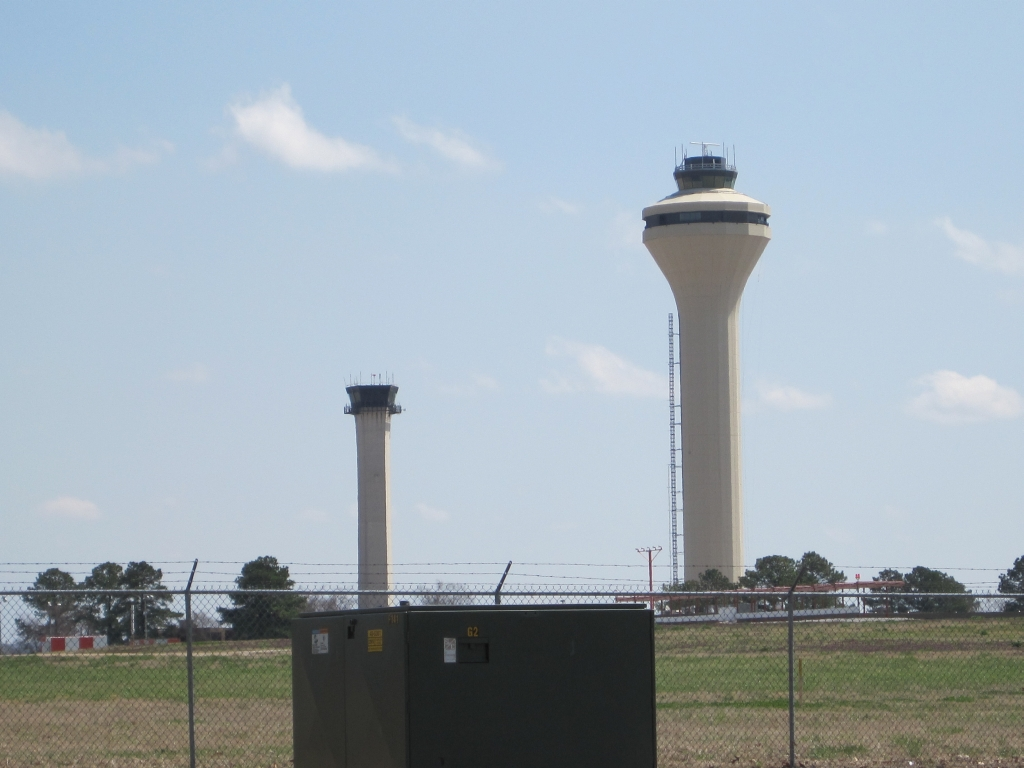
برجا المراقبة الجديد (اليمين) والقديم (اليسار) في مطار ممفيس الدولي.

يغطي مطار ممفيس الدولي مساحة 3900 آكر (1600 هكتار) ويحتوي على أربعة مدارج للهبوط:
- المدرج 18C/36C: 11,120 قدم × 150 قدم (3,389 متر × 46 متر), السطح: خرسانة
- المدرج 18L/36R: 9,000 قدم × 150 قدم (2,743 متر × 46 متر), السطح: خرسانة
- المدرج 18R/36L: 9,320 قدم × 150 قدم (2,841 متر × 46 متر), السطح: خرسانة
- المدرج 9/27: 8,946 قدم × 150 قدم (2,727 متر × 46 متر), السطح: أسفلت.

ملحوظة:افتتح المدرج 9/27 لحركة الطائرات في 30 نوفمبر 2009 بعد تسعة أشهر من الإغلاق. يمتلك المدرج الجديد سطحا من الخرسانة أكثر عمرا وافتتح في ذروة موسم شحن فيديكس.
في الموسم الذي انتهى في 31 ديسمبر 2006 مر بالمطار 392883 عملية طائرة بمعدل 1076 في اليوم: 57% رحلات تجارية مجدولة و 34% طاكسي الجو و 9% طيران عام و <1% عسكرية. هناك 110 طائرات متمركزة في المطار: 46% طائرات نفاثة و 26% متعددة المحركات و 19% أحادية المحرك و 8% عسكرية.
يقع مركز ممفيس للتحكم في الطيران (ARTCC) في أرض المطار في 3229 طريق ديموكرات، تي إن 38118.

## المحطات
يحتوي مطار ممفيس الدولي على ثلاثة أجزاء تجتمع في مبنى واحد ويدلي المسافرون بوثائقهم في محطات الطيران A أو B أو C والتي تحدد الأجزاء الثلاثة التي سيتوجهون نحوها للركوب. مطار ممفيس، كما هو حال مطار سينسيناتي/شمال كنتاكي الدولي، ليس مطار انطلاقة/وجهة كبيرا لذا عمليات دلتا هناك تتم على سلسلة أمواج: الطائرات تهبط والركاب ينزلون أو يركبون ثم تقلع من جديد. وخارج أوقات التي يتحرك فيها الركاب (نزول وصعود) تبقى الأجزاء الثلاثة غير مستعملة كثيرا[بحاجة لمصدر].
- تحتوي المحطة A على 23 بوابة: A1-A12 و A14 و A16 و A18-A21 و A25 و A27 و A29 و A31 و A33.[10]
- تحوتي المحطة B على 42 بوابة: B1-B43.[11] تخدم المحطة B كل الرحلات الدولية، وكما في أتلانتا، توجب على الركاب المرور في نقطة أمن لإدارة أمن النقل بعد التخليص الجمركي وذلك أن مخارج قاعة الجمارك تؤدي إلى البهو الرئيسي.
- تحتوي المحطة C على 17 بوابة: C2-C5 و C7-C11 و C12A/C12B و C14A/C14B و C16 و C18 و C20 و C22.[12]

## شركات الطيران والوجهات

### الركاب
| شركـات طيـران            | الوجهات | Refs          |
| ------------------------ | --- | ------------- |
| أليجانت للطيران          | Fort Lauderdale ‏، مطار هاري ريد الدولي، مطار لوس أنجلوس الدولي، مطار اورلاندو سانفورد الدولي، St. Petersburg/Clearwater ‏ Seasonal: Destin/Fort Walton Beach ‏                                                                               | [ 13 ]        |
| الخطوط الجوية الأمريكية  | مطار شارلوت دوغلاس الدولي، مطار دالاس فورت ورث الدولي، مطار ميامي الدولي، مطار فينيكس سكاي هاربر الدولي | [ 14 ]        |
| إمريكان إيغل             | مطار أوستن برغستروم الدولي، مطار لوجان الدولي، مطار شارلوت دوغلاس الدولي، مطار أوهير الدولي، مطار دالاس فورت ورث الدولي، مطار ميامي الدولي، مطار لاغوارديا، مطار فيلادلفيا الدولي، مطار فينيكس سكاي هاربر الدولي، مطار رونالد ريغان الوطني | [ 14 ]        |
| Avelo Airlines           | Raleigh/Durham |               |
| خطوط دلتا الجوية         | مطار هارتسفيلد جاكسون، مطار ديترويت، مطار لوس أنجلوس الدولي، مطار منيابولس سانت بول الدولي، مطار سولت ليك سيتي الدولي | [ 15 ] [ 16 ] |
| Delta Connection         | مطار لوجان الدولي، مطار ديترويت، مطار منيابولس سانت بول الدولي، مطار لاغوارديا | [ 15 ]        |
| خطوط فرونتير الجوية      | مطار دنفر الدولي، مطار أورلاندو الدولي | [ 17 ]        |
| Southern Airways Express | Destin–Executive، El Dorado، Harrison (AR) ‏، Hot Springs (AR) ‏، Jonesboro Seasonal: Jackson (TN) ‏ | [ 18 ]        |
| خطوط ساوث ويست الجوية    | مطار هارتسفيلد جاكسون، مطار بالتيمور واشنطن الدولي، مطار ميدواي الدولي، Dallas–Love، مطار دنفر الدولي، Houston–Hobby، مطار أورلاندو الدولي Seasonal: مطار فينيكس سكاي هاربر الدولي، مطار تامبا الدولي، مطار رونالد ريغان الوطني            | [ 19 ]        |
| خطوط سبيريت الجوية       | مطار هاري ريد الدولي، مطار لوس أنجلوس الدولي، مطار أورلاندو الدولي | [ 20 ]        |
| الخطوط الجوية المتحدة    | مطار أوهير الدولي، مطار دنفر الدولي، مطار جورج بوش الدولي، مطار نيوآرك ليبرتي الدولي | [ 21 ]        |
| United Express           | مطار أوهير الدولي، مطار دنفر الدولي، مطار جورج بوش الدولي، مطار نيوآرك ليبرتي الدولي | [ 21 ]        |

### الشحن
| شركـات طيـران        | الوجهات | Refs          |
| -------------------- | --- | ------------- |
| دي إتش إل للطيران    | Cincinnati، مطار ناشفيل الدولي، مطار نيو اورليانز لويس أرمسترونغ الدولي | [ 22 ]        |
| فيديكس إكسبرس        | Aguadilla، Albany (NY) ‏، Albuquerque، Allentown، مطار تيد ستيفنز أنكوراج الدولي، Appleton، مطار هارتسفيلد جاكسون، مطار أوستن برغستروم الدولي، مطار بالتيمور واشنطن الدولي، Billings، Birmingham (AL) ‏، Bloomington، مطار إلدورادو الدولي، Boise، مطار لوجان الدولي، Buffalo، Burbank، Burlington، مطار كالغاري الدولي، Campinas، Casper، Cedar Rapids/Iowa City ‏، Charleston (SC) ‏، مطار شارلوت دوغلاس الدولي، Chattanooga، مطار أوهير الدولي، Cincinnati، Cleveland، مطار كولونيا بون الدولي، Colorado Springs ‏، Columbia (SC) ‏، Columbus–Rickenbacker، مطار دالاس فورت ورث الدولي، Dayton، مطار دنفر الدولي، Des Moines ‏، مطار ديترويت، Dover، مطار دبي الدولي، Edmonton، El Paso ‏، Fargo، Flint، Fort Lauderdale ‏، Fort Myers ‏، مطار فورت واين الدولي، Fort Worth/Alliance ‏، Fresno، Grand Junction ‏، Grand Rapids ‏، Great Falls ‏، Greensboro (NC) ‏، Greenville/Spartanburg، مطار غوادالاخارا الدولي، Harlingen، Harrisburg، Hartford، مطار هونولولو الدولي، مطار جورج بوش الدولي، Huntington (WV) ‏، مطار إنديانابوليس الدولي، مطار جاكسونفيل الدولي، Kansas City ‏، Knoxville، Lafayette، Laredo، مطار هاري ريد الدولي، مطار لييج، مطار لندن ستانستد، Long Beach ‏، مطار لوس أنجلوس الدولي، Louisville، Lubbock، Madison، Manchester (NH) ‏، مطار فيليبي أنجيليس الدولي، مطار ميامي الدولي، Milwaukee، مطار منيابولس سانت بول الدولي، Mobile–International، Monterrey، Montréal–Mirabel، مطار ناشفيل الدولي، مطار نيو اورليانز لويس أرمسترونغ الدولي، مطار جون إف كينيدي الدولي، مطار نيوآرك ليبرتي الدولي، Newburgh، Norfolk، مطار أوكلاند الدولي (الولايات المتحدة)، Oklahoma City ‏، Omaha، Ontario، Orange County (CA) ‏، مطار أورلاندو الدولي، Ottawa، مطار توكومين الدولي، مطار باريس شارل ديغول، Peoria، مطار فيلادلفيا الدولي، مطار فينيكس سكاي هاربر الدولي، Pittsburgh، Portland (ME) ‏، مطار بورتلاند الدولي، Providence، Querétaro، مطار ماريسكال سوكري الدولي، Raleigh/Durham، مطار رينو تاهو الدولي، Richmond، Roanoke، Rochester (MN) ‏، Rochester (NY) ‏، Sacramento، مطار سولت ليك سيتي الدولي، مطار سان أنطونيو الدولي، San Bernardino ‏، مطار سان دييغو الدولي، مطار سان فرانسيسكو الدولي، مطار سان خوسيه الدولي، مطار خوان سانتاماريا الدولي، مطار لويس مارين مونيوز، Savannah، مطار سياتل تاكوما الدولي، مطار إنتشون الدولي، Shreveport، Sioux Falls ‏، South Bend ‏، Spokane، Springfield (MO) ‏، مطار سانت لويس الدولي، Syracuse، Tallahassee، مطار تامبا الدولي، Tijuana، مطار ناريتا الدولي، Toluca/Mexico City ‏، مطار تورونتو بيرسون الدولي، مطار توسان الدولي، Tulsa، مطار فانكوفر الدولي، مطار واشنطن دولس الدولي، مطار بالم بيتش الدولي، Wichita، Winnipeg | [ 23 ] [ 24 ] |
| فيديكس إكسبرس        | مطار هارتسفيلد جاكسون، Birmingham (AL) ‏، Charleston (SC) ‏، Charleston (WV) ‏، Columbus (GA) ‏، مطار دوثان الإقليمي، Evansville، مطار هنتسفيل الدولي، مطار منيابولس سانت بول الدولي، Monroe، Shreveport، Tallahassee، Thief River Falls ‏، Tulsa |               |
| Kalitta Charters     | Cincinnati |               |
| خطوط يو بي إس الجوية | مطار أوهير الدولي، Jackson (MS) ‏، مطار كلينتون الوطني، Louisville، مطار ميامي الدولي، Ontario، Roanoke | [ 25 ]        |

## الإحصائيات

### أهم الوجهات
| الرتبة | المدينة                    | الركاب  | الناقل                      |
| ------ | -------------------------- | ------- | --------------------------- |
| 1      | مطار هارتسفيلد جاكسون      | 419،000 | دلتا، ساوث ويست             |
| 2      | مطار دالاس فورت ورث الدولي | 270،000 | الأمريكية                   |
| 3      | مطار شارلوت دوغلاس الدولي  | 216،000 | الأمريكية                   |
| 4      | مطار دنفر الدولي           | 121،000 | فرونتير، ساوث ويست، المتحدة |
| 5      | مطار أوهير الدولي          | 119،000 | الأمريكية، المتحدة          |
| 6      | مطار هاري ريد الدولي       | 109،000 | أليجانت، فرونتير، سيبريت    |
| 7      | مطار جورج بوش الدولي       | 96،000  | المتحدة                     |
| 8      | مطار ميدواي الدولي         | 93،000  | ساوث ويست                   |
| 9      | مطار أورلاندو الدولي       | 87،000  | فرونتير، ساوث ويست، سيبريت  |
| 10     | مطار لاغوارديا             | 69،000  | الأمريكية، دلتا             |

### شركات الطيران
| الرتبة | الناقل                  | الركاب    | الحصة  |
| ------ | ----------------------- | --------- | ------ |
| 1      | الخطوط الجوية الأمريكية | 1،016،000 | 22.80% |
| 2      | خطوط دلتا الجوية        | 929،000   | 20.84% |
| 3      | خطوط ساوث ويست الجوية   | 665،000   | 14.91% |
| 4      | SkyWest                 | 306،000   | 6.87%  |
| 5      | أليجانت للطيران         | 279،000   | 6.25%  |
| 6      | آخرى                    | 1،263،000 | 28.34% |